# One more dance (Your husband is worse)
One more dance (Your husband is worse) is een single van het Israëlische folkduo Esther Ofarim en Abraham (dat zich later Esther & Abi Ofarim ging noemen). Het is een vertaling van het Hebreeuwse liedje  'od rikud echad uit 1962. De Engelstalige versie kwam al uit in 1963, maar werd in Nederland pas een hit toen Esther op 1 mei 1964 de rol van zeemeermin had gespeeld in Rudi Carrells Robinson Crusoë Show.
In 1963 kwam het nummer in Canada ook uit in het Frans onder de titel Encore une danse en in 1966 in Duitsland in het Duits onder de titel Noch einen Tanz. In Duitsland kwam in 1966 ook een lp uit onder deze titel.
In 1968 is het nummer in Nederland in een iets andere versie opnieuw uitgebracht, nu met Gone home op de achterkant in plaats van Freight train. Deze maal haalde de plaat de hitparade niet.

## Tekst
De zangeres krijgt van haar vriend Franz achtereenvolgens te horen dat haar echtgenoot ziek is, dat de ziekte is verergerd en dat haar echtgenoot dood is. Ze ziet daarin geen aanleiding om naar huis te gaan. Ze gaat liever nog een keer met Franz dansen. Pas als Franz vertelt dat het testament gaat worden voorgelezen, heeft ze geen tijd meer voor hem. Ze moet naar huis om haar geliefde echtgenoot te bewenen.

## Tracklist

### 7"-single
Philips JF 329 008 (1963)
1. One more dance (Your husband is worse) - 2:30
2. Freight train - 2:29

Philips 384 547 PF (1968)
1. One more dance (Your husband is worse) - 2:40
2. Gone home - 2:08

## Hitnotering
| One more dance (Your husband is worse) | One more dance (Your husband is worse) | One more dance (Your husband is worse) | One more dance (Your husband is worse) | One more dance (Your husband is worse) | One more dance (Your husband is worse) | One more dance (Your husband is worse) | One more dance (Your husband is worse) |
| Hitlijst                               | Datum van binnenkomst                  | Week:                                  | 1                                      | 2                                      | 3                                      | 4                                      |                                        |
| -------------------------------------- | -------------------------------------- | -------------------------------------- | -------------------------------------- | -------------------------------------- | -------------------------------------- | -------------------------------------- | -------------------------------------- |
| Tijd voor Teenagers Top 10             | 15-2-1964                              | Positie:                               | 9                                      | 8                                      | 8                                      | 8                                      | uit                                    |